# Берчелл, Уильям Джон
Уильям Джон Берчелл (также Вильям Бурчелл или Бёрчелл, англ. William John Burchell, 23 июля 1781 — 3 марта 1863) — британский ботаник, натуралист (естествоиспытатель).

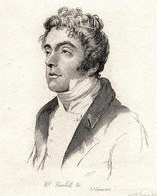
Уильям Джон Бёрчелл

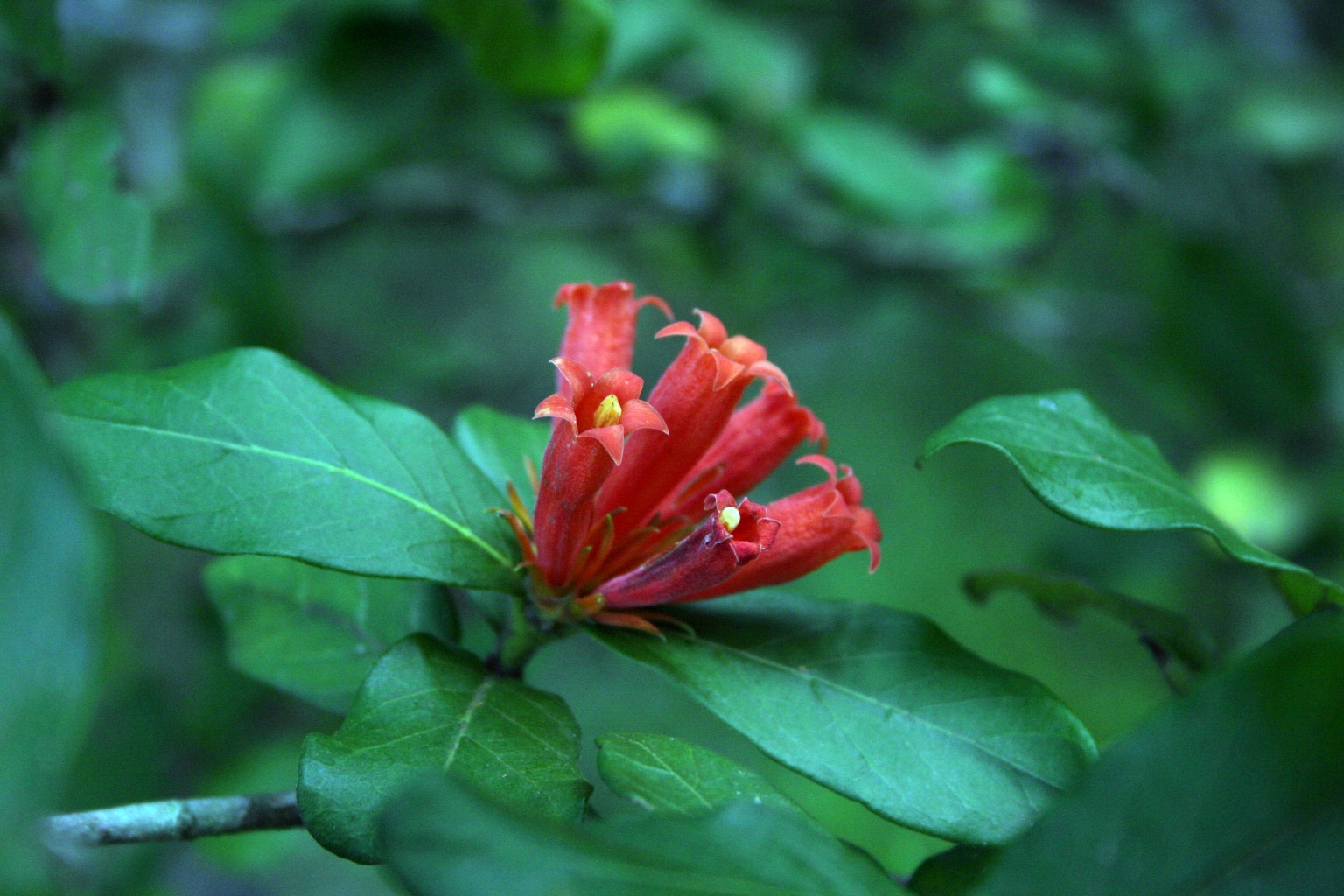
Burchellia bubalina

## Биография
Уильям Джон Берчелл родился в Лондоне в 1781 году.
В 1810 году Уильям Джон Берчелл переехал в Кейптаун. В 1815 году он вернулся в Англию, собрав за время своих научных исследований более 50000 образцов растений. Берчелл занимался также изучением насекомых и птиц.
Он покончил с собой 3 марта 1863 года, повесившись в небольшом флигеле в своём саду после неудачной попытки застрелиться. Похоронен недалеко от своего дома в Фулхэме, в семейной гробнице в Церкви Всех Святых.

## Научная деятельность
Уильям Джон Берчелл специализировался на папоротниковидных, мохообразных и на семенных растениях.

## Научные работы
- Travels in the interior of southern Africa. Longman, Hurst, Rees, Orme & Brown, London 1822—1824, 2 тома[10][11].
- Hints on emigration to the Cape of Good Hope. Hatchard & Son, London 1819.

## Почести
Род растений Burchellia и бурчеллова зебра были названы в его честь.